# Kropilnik
Kropilnik (tudi Colymbion ) je posoda v katoliški cerkvi za blagoslovljeno vodo . Imele so jih že romanske cerkve. Sestavljen je iz različnih materialov in ima različne oblike. Krstilniki so lahko preprosti ali namensko oblikovani, lahko pa sodijo med zelo stilizirana in s figurami obogatena umetniška dela (zlasti baročna). Manjše posode z blagoslovljeno vodo se lahko uporabljajo tudi v hiši.

Kropilniki so skoraj vedno trajno pritrjeni, na primer v višini komolcev, ne redko v steni ali na stebru. Tu in tam so na majhnih stebrih ali na trdno podlago postavljeni prostostoječi, v nekaterih cerkvah, kjer je krstilnik na primerni lokaciji, je kar ta napolnjen z blagoslovljeno vodo.
Kropilniki imajo svoje mesto na vhodu v cerkev, na vratih samostanske celice ali v zasebnih prostorih. V blagoslovljeni vodi se navlaži prste za izvedbo znamenja križa, kot obred priprave na molitev in v spomin na krst.

## Drugo
Občasno rdeče obarvanje dna kropilnika povzročajo alge Haematococcus pluvialis. Posode z vodo za simbolično očiščenje pred vstopom v svetišče ali tempelj (περιρραντήριον perirrhantérion, ἁγιστήριον hagistérion, λουτήριον loutérion) so že obstajale v antični Grčiji.